# 3 Pułk Strzelców Pieszych

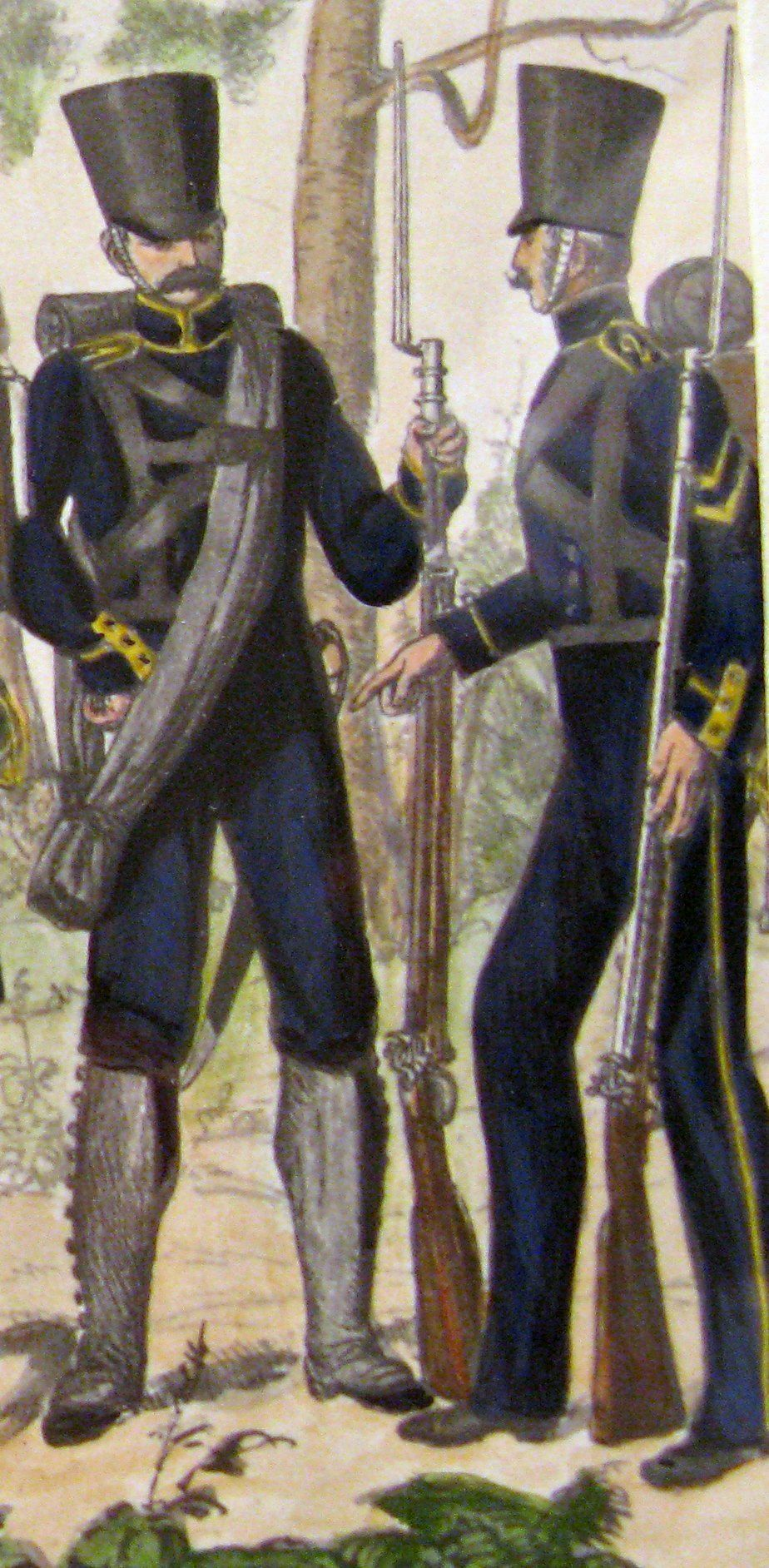
Żołnierze 3. i 4 pułku strzelców pieszych

Pułk 3 Strzelców Pieszych – oddział piechoty Wojska Polskiego Królestwa Kongresowego.

## Formowanie i zmiany organizacyjne

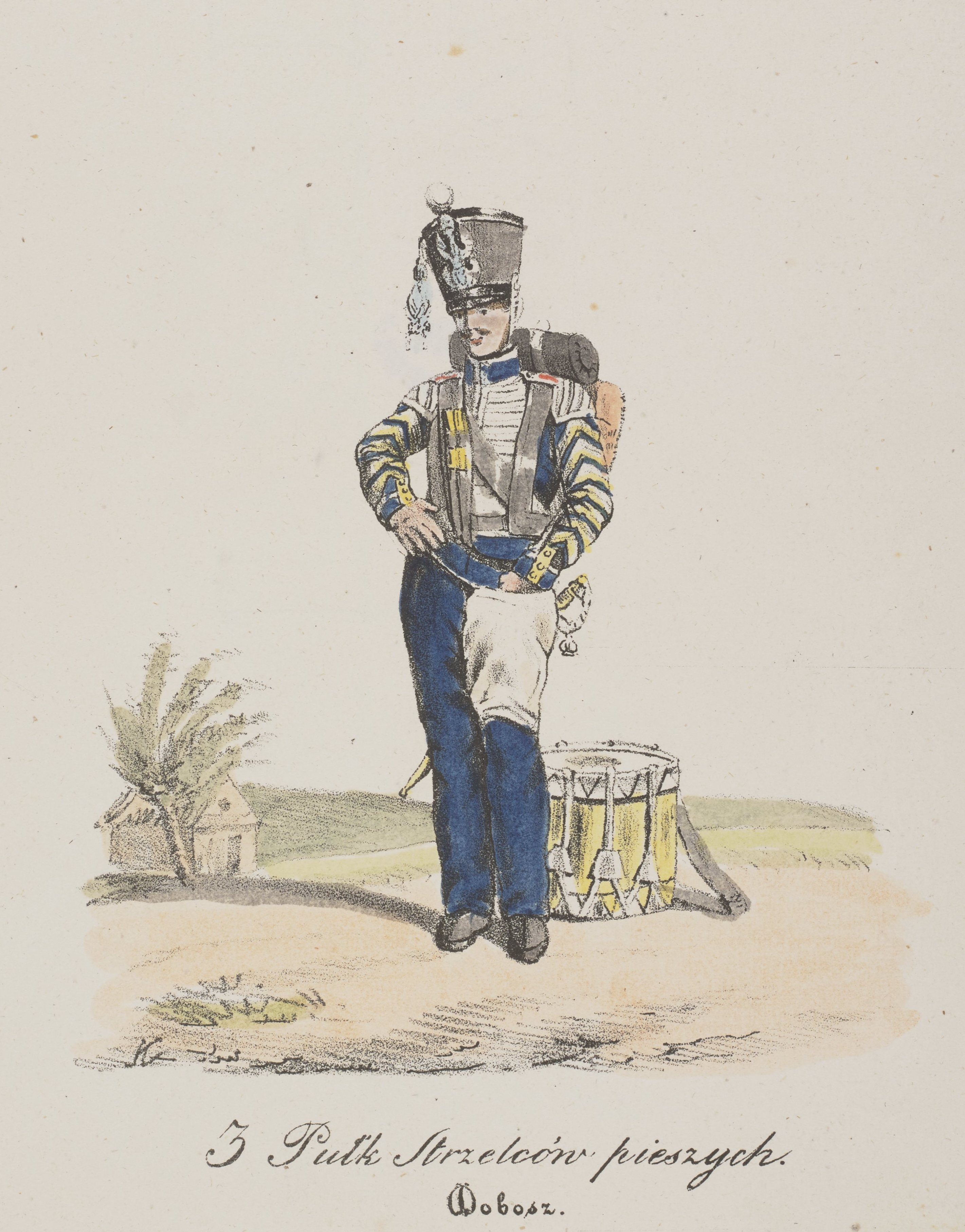
Dobosz 3 Pułku Strzelców Pieszych na litografii Józefa Kondratowicza (1829)

Pułk sformowany został w 1815, w składzie 3 Brygady 1 Dywizji Piechoty. Pułk w okresie pokojowym składał się ze sztabu i dwóch batalionów po cztery kompanie, oraz związanych z batalionami dwoma kompaniami rezerwowymi. Stan kompanii wynosił 4–6 oficerów, 14–16 podoficerów i 184 szeregowych, stan batalionu 830 żołnierzy. Stan pułku: 5 oficerów starszych, 54–55 oficerów młodszych, 160 podoficerów, 72 muzyków, 1664–1676 szeregowych oraz 5 oficerów i 71–82 podoficerów i szeregowych niefrontowych. W sumie w pułku służyło około 2050 żołnierzy. W czasie wojny przewidywano rozwinięcie pułku do czterech batalionów po 8 kompanii każdy. W każdym batalionie etatu wojennego tworzono, na bazie jednej z nowo powstałych kompanii, kompanię wyborczą.
Stacjonował w Płocku, a jego kompanie karabinierskie w Warszawie, w koszarach Ordynackich. Po wybuchu powstania listopadowego zreorganizowano piechotę. Pułk wszedł w skład nowo sformowanej 4 Dywizji Piechoty. 26 kwietnia 1931 przeprowadzono kolejną reorganizacje piechoty armii głównej dzieląc ją na pięć dywizji. Pułk znalazł się w 2 Brygadzie 4 Dywizji Piechoty.

## Żołnierze pułku
Dowódcy pułku:
- płk hrabia Antoni Giełgud (1815–1818)
- ppłk Wojciech Łaszewski (1818-1820)
- ppłk/płk Wacław Sierakowski (1818–1825 z przerwą w latach 1819 i 1820)
- płk Julian Bieliński (1825-1830)
- ppłk Walenty Śmigielski (od 18 marca 1830, awansowany na płk 25 maja)
- płk Jan Suchodolski (od 22 września 1830)

Oficerowie
- kpt. Ignacy Czernik
- ppor. Józef Czerski
- mjr Kazimierz Lux

## Walki pułku
Pułk brał udział w walkach w czasie powstania listopadowego.
Bitwy i potyczki:
- Warszawa (29 listopada 1830)
- Wawer (19 lutego 1831)
- Grochów (25 lutego)
- Rożan (22 kwietnia)
- Jakubów (29 kwietnia)
- Jędrzejów (13 maja)
- Ostrołęka (18 maja)
- Karczma Wesoła nad Muchawką (24 maja)
- Wilno (16 i 17 czerwca)
- Łysobyki (19 czerwca)
- Poniewież (5 lipca)
- Szawle (8 lipca)
- Mieszkucie (10 lipca)
- Malaty (16 lipca)
- Zdzięcioł (24 lipca)
- Utrata (16 sierpnia)
- Warszawa (6 i 7 września)

W 1831 roku, w czasie wojny z Rosją, żołnierze pułku otrzymali 11 złotych i 20 srebrnych krzyży Orderu Virtuti Militari .

## Mundur
Żołnierze pułku nosili granatowe kurtki mundurowe z żółtymi wyłogami, kołnierzem i łapkami rękawów, z białymi guzikami. Na guzikach umieszczano numery pułku.
Kołnierz, wyłogi na piersiach i rękawach i polach granatowe z wypustką żółtą przy kurtce paradnej. Naramiennik granatowy z żółtą wypustką, numer 1 dywizji żółty.
Lejbiki granatowe z żółtą wypustką na kołnierzu i rękawach. Spodnie, sukienne granatowe z wypustką żółtą. Kołnierz od płaszcza granatowy z wypustką żółtą. Wszystkie pasy były czarno lakierowane. Na głowie furażerka granatowa z trzema żółtymi wypustkami.
Frak mundurowy oficerów z wyłogami granatowymi jak u żołnierzy. Kołnierz z żółtą wypustką i rękawy granatowe.
Codzienne szare spodnie z granatowymi lampasami i żółtą wypustką pośrodku.
Galony srebrne z żółtą wypustką.

## Chorągiew
Na tle granatowego krzyża kawalerskiego w czerwonym polu, w otoku z wieńca laurowego umieszczony był biały orzeł ze szponami dziobem i koroną złoconą.
Pola między ramionami – żółte, a w rogach płata inicjały królewskie z koroną, otoczone wieńcami laurowymi. Chorągiew poświęcono 17 czerwca 1827 roku w obozie powązkowskim